# Moulineaux
Moulineaux é uma comuna francesa na região administrativa da Normandia, no departamento de Sena Marítimo. Estende-se por uma área de 3,47 km². Em 2010 a comuna tinha 952 habitantes (densidade: 274,4 hab./km²).